# Pawłów (powiat szydłowiecki)
Pawłów – wieś w Polsce położona w województwie mazowieckim, w powiecie szydłowieckim, w gminie Chlewiska. Ma status sołectwa.
| SIMC    | Nazwa     | Rodzaj    |
| ------- | --------- | --------- |
| 0615931 | Bieduszki | część wsi |
| 0615948 | Romanów   | część wsi |

Prywatna wieś szlachecka, położona była w drugiej połowie XVI wieku w powiecie radomskim województwa sandomierskiego. W latach 1975–1998 miejscowość należała administracyjnie do województwa radomskiego. Bezpośrednio graniczy z Szydłowcem, Chlewiskami, Krawarą, Długoszem, Koszorowem.
Na początku XVI wieku wieś Paulow była własnością Chlewickich herbu Odrowąż. 
Wieś jest siedzibą  rzymskokatolickiej parafii Świętych Apostołów Piotra i Pawła.